# 에리크 12세

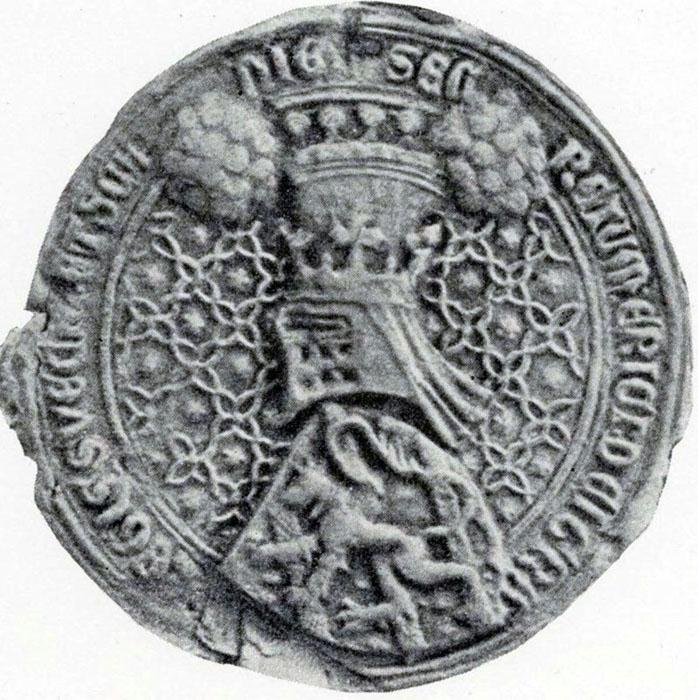
에리크 12세의 인장

에리크 12세(스웨덴어: Erik XII, 1339년 ~ 1359년 6월 21일)는 스웨덴의 국왕(재위: 1356년 ~ 1359년)이다. 폴쿵가(Folkung, 비엘보가(Bjelbo)) 출신이다.

## 생애
스웨덴의 망누스 4세 국왕과 그의 아내인 나뮈르의 블랑슈(Blanche)의 아들로 태어났다. 1355년에는 망누스 4세 국왕의 정책에 불만을 품은 스웨덴의 귀족들이 반란을 일으켰다. 스웨덴의 귀족들은 망누스 4세 국왕의 아들인 에리크를 스웨덴의 국왕으로 추대했다.
1356년에는 신성 로마 제국의 루트비히 4세 황제의 딸인 바이에른의 베아트리체(Beatrice)와 결혼했다. 1359년 흑사병으로 사망했다.
| 전임 망누스 4세 | 스웨덴의 국왕 1356년 ~ 1359년 망누스 4세와 공동 군주 (1356년 ~ 1359년) | 후임 망누스 4세 |